# 伊尔湖畔上霍芬
伊尔湖畔上霍芬是奥地利上奥地利州弗克拉布鲁克县的一个市镇。总面积21平方公里，总人口1395人，人口密度66.4人/平方公里（2005年）。